# Walk of My Life
Walk of My Life è il dodicesimo album in studio della cantante giapponese Koda Kumi, pubblicato nel 2015.

## Tracce
1. Introduction: Walk of My Life – 1:16
2. Dance In The Rain – 3:17
3. Lippy – 3:16
4. Mercedes – 2:54
5. Like It – 2:46
6. House Party – 3:00
7. Interlude: Dance – 1:00
8. Hotel – 3:22
9. Gimme U – 3:18
10. You can keep up with me – 2:40
11. MONEY IN MY BAG – 2:35
12. Piece in the Puzzle – 3:05
13. Fake Tongue – 3:20
14. Sometimes Dreams Come True – 3:05
15. LIFE so GOOD!! – 3:57
16. WALK OF MY LIFE – 3:47